# Casa Escubós
La Casa Escubós és una obra d'Olot (Garrotxa).

## Descripció
És un edifici que resulta de la reforma d'una antiga casa probablement del segle xvii, que s'inscriu dins el corrent modernista. Destaca la formalització de les seves façanes als carrers Major, Baix Tura i plaça del Conill. Les obertures estan disposades sobres eixos verticals de composició i presenta balcons correguts en dues de les façanes. Els treballs de ferro forjat en les baranes són molt simples. Les obertures resten emmarcades amb motius modernistes en els que apareixen peces de ceràmica vidriada. El ràfec és de fusta amb colls vistos.